# 보니파시오
성 보니파시오(라틴어: Sanctus Bonifatius, 독일어: Sankt Bonifatius: 675년경-754년 6월 5일)는 8세기 프랑크 제국에 기독교를 전파한 베네딕도회 앵글로색슨족 선교사이자 초대 마인츠 대교구장이다. 독일의 사도라고 불리며, 로마 가톨릭교회에서는 그를 독일의 수호성인으로 지정하여 공경하고 있다.
본래 잉글랜드 태생이었던 그는 719년 교황 그레고리오 2세로부터 독일 선교 사목 지시를 받고 게르만족에 대한 선교를 수행하였으며, 754년 프리슬란트 도쿰에서 53명의 일행과 함께 이교도에 의해 순교하였다. 그의 유해는 석관에 안치된 채 풀다에 모셔졌는데, 이곳은 이후 독일의 대표적인 순례 장소로 부각되어 오랫동안 독일의 종교 및 정신적 활동의 중심지 역할을 하였다.

## 같이 보기
- 독일의 종교